# Henri Ier Embriaco
Henri Ier Embriaco (italien : Henrico Embriaco), ou Henri Ier du Gibelet, mort avant juin 1271, est un noble d'origine génoise. Il est le fils aîné de Guy Ier Embriaco, seigneur du Gibelet, et de son épouse Alix d'Antioche, fille du prince Bohémond III.
Après la mort de son père vers 1238, il lui succède comme seigneur du Gibelet.
En 1250, il épouse Isabelle d'Ibelin, fille de Balian d'Ibelin, seigneur de Beyrouth, et de son épouse Echive de Montbéliard, avec qui il a cinq enfants :
- Guy II Embriaco (tué en 1282), qui succède à son père ;
- Jean Embriaco (tué en 1282), qui épouse une fille d'Hugues l'Aleman et de son épouse Isabelle d'Adelon, avec qui il a deux fils, tous deux morts jeunes ;
- Baudouin Embriaco (tué en 1282) ;
- Balian Embriaco (mort en 1313) ;
- Marie Embriaco (morte avant 1290), qui épouse Balian II Granier, fils de Julien Granier, comte de Sidon, et de Euphémie d'Arménie.

En 1256, lors la guerre de Saint-Sabas qui oppose Gênes et Venise, il prend parti pour le premier, d'où est originaire sa famille, et envoie des troupes pour aider les Génois à Acre, malgré l'interdiction formelle de son suzerain le comte de Tripoli Bohémond VI. Alors que ce dernier voulait rester neutre dans ce conflit, il sympathise avec les Vénitiens et son conflit avec la famille Embriaco l'oblige en rentrer en guerre contre son vassal jusqu'en 1261. En effet, Henri a rejeté son allégeance envers celui-ci pour devenir indépendant avec l'aide des Génois. Son cousin Bertrand, chef d'une branche cadette de la famille Embriaco, va même attaquer Bohémond à Tripoli elle-même.
Cette querelle se poursuit jusqu'à la mort d'Henri vers 1271 et se continue encore jusqu'en 1282 lorsque le fils et successeur de Bohémond conquiert le château de Gibelet et fait exécuter les fils d'Henri : Guy II, Jean et Baudouin.